# Il segreto
Pour les articles homonymes, voir The Secret.
Pour plus de détails, voir Fiche technique et Distribution.
Il segreto est un film dramatique italien écrit et réalisé par Francesco Maselli et sorti en 1990. 
Le film a été présenté au 40e Festival international du film de Berlin.

## Fiche technique
- Titre original : Il segreto
- Titre international : The Secret
- Réalisation : Francesco Maselli
- Scénario : Francesco Maselli
- Photographie : Pier Luigi Santi
- Montage : Carla Simoncelli
- Musique : Giovanna Marini
- Costumes : Lina Nerli Taviani
- Pays d'origine : Italie
- Langue originale : italien
- Format : couleur
- Genre : dramatique
- Durée : 110 minutes
- Dates de sortie :
  - Italie : 15 février 1990 (Berlin International Film Festival)

## Distribution
- Nastassja Kinski  : Lucia
- Stefano Dionisi  : Carlo
- Franco Citti  : Franco
- Chiara Caselli  : Lilli
- Alessandra Marson  : Alessandra
- Franca Scagnetti  : Maria
- Raffaela Davi  :
- Enzo Saturini  :
- Antonio de Giorgi  :
- Michela Bruni  :
- Luigi Diberti  :
- Maria Giovanna Delfino :